# Cernica (Varvarin)
Pour les articles homonymes, voir Cernica.
Cernica (en serbe cyrillique : Церница) est un village de Serbie situé dans la municipalité de Varvarin, district de Rasina. Au recensement de 2011, il comptait 189 habitants.

## Démographie

### Évolution historique de la population
| 1948 | 1953 | 1961 | 1971 | 1981 | 1991 | 2002 | 2011 |
| ---- | ---- | ---- | ---- | ---- | ---- | ---- | ---- |
| 678  | 669  | 624  | 507  | 379  | 323  | 275  | 189  |

|  |